# Ралчева Марія Пеньївна
Марі́я Пе́ньївна Ра́лчева (нар. 22 серпня 1978, Миколаїв) — українська веслувальниця-байдарочниця, срібна призерка чемпіонату світу, учасниця літніх Олімпійських ігор в Сіднеї. Майстер спорту України міжнародного класу.

## Життєпис
Народилась 1978 року в Миколаєві. Активно займатися веслуванням на байдарках почала у шкільні роки; підготовку проходила у миколаївській спеціалізованій ДЮСШ олімпійського резерву «Україна» під керівництвом тренера Галини Затуливітер.
У сезоні 1995 року виступила на молодіжному чемпіонаті світу в Японії, де зайняла восьме місце у складі жіночої байдарки-четвірки на дистанції 500 метрів. Згодом увійшла до складу дорослої збірної команди українських веслувальниць. Неодноразово вигравала національні змагання в різних веслувальних дисциплінах.
Виборола право захищати честь країни на літніх Олімпійських іграх 2000 року — стартувала у складі байдарки-четвірки на дистанції 500 метрів разом з Ганною Балабановою, Наталією Феклісовою й Інною Осипенко. Четвірка зуміла дійти до фінальної стадії турніру, однак у вирішальному заїзді фінішувала п'ятою.
У 2003 році ввійшла до основного складу національної збірної та брала участь у Чемпіонаті світу в Гейнсвіллі, де здобула срібну нагороду у складі жіночої байдарки-четвірки на дистанції 1000 метрів — разом з Оленою Череватовою, Інною Осипенко й Тетяною Семикіною.
В Олімпійських іграх 2004 року участі не брала. Через деякий час вирішила завершити професійну спортивну кар'єру.
Закінчила Миколаївський національний університет.
Живе в місті Миколаєві.